# Sven Michel (Curler)
Sven Michel (* 30. März 1988 in Brienz BE) ist ein Schweizer Curler. Er spielt auf der Position des Second.

## Karriere
Seinen ersten internationalen Erfolg feierte Michel an der Curling-Mixed-Europameisterschaft 2010 in Howwood mit dem Gewinn der Silbermedaille. Er spielte dort als Second im Team um Skip Claudio Pätz, dessen Schwester Alina Pätz sowie Gioia Oechsle.
Anfang April 2011 nahm Michel das erste Mal an einer Curling-Weltmeisterschaft teil. Er unterstützte dabei das Team des Curling Clubs St. Moritz um Skip Christof Schwaller als Alternate. Das Team schaffte es nicht über die Round Robin hinaus und beendete das Turnier auf dem siebten Rang. Die darauffolgende Curling-Mixed-Doubles-Weltmeisterschaft in Saint Paul gewann er zusammen mit seiner Freundin Alina Pätz.
Als Skip nahm er zum ersten Mal im Frühjahr 2013 an einer WM teil. Sein Team verfehlte die Play-offs und erreichte den siebten Schlussrang. Seine erste Medaille an einer Curling-Europameisterschaft holte Michel mit einem Sieg an der EM 2013 bei seiner insgesamt dritten Teilnahme an einer EM als Skip. Es gelang ihm nicht, den Europameistertitel an der Heim-EM 2014 zu verteidigen. Sein Team verlor das Play-off-Spiel gegen Norwegens Skip Thomas Ulsrud, gewann dann aber gegen Italien im Spiel um Platz 3.
Für die Saison 2015/2016 fusionierte das Team Adelboden mit dem Team des Curling Clubs Bern um Skip Marc Pfister und dessen Bruder Enrico Pfister. Diese waren in der Vorsaison Landesmeister geworden und vertraten die Schweiz an der WM in Kanada. Das neu gebildete Team gewann sodann auch die Schweizer Meisterschaften im Februar 2016 und qualifizierte sich für die Heim-WM in Basel. Trotz hohen Erwartungen gelang es dem Team nicht, sich für die Play-offs zu qualifizieren; es beendete das Turnier auf dem 9. Rang. Aufgrund des enttäuschenden Abschneidens an den Weltmeisterschaften trennte sich das Team von Sven Michel, seinem langjährigen Skip. Ihn ersetzte Marc Pfister als Skip und Raphael Märki als viertes Teammitglied. Seit der Saison 2018/19 spielt er als Nachfolger von Claudio Pätz als Third im Team von Peter de Cruz.

## Teammitglieder
| Schlüssel | Schlüssel                                     |
| --------- | --------------------------------------------- |
|           | Skip                                          |
|           | Gewinn der Schweizer Meisterschaft der Männer |

| Saison    | Team                   | Lead             | Second          | Third           | Fourth      |
| --------- | ---------------------- | ---------------- | --------------- | --------------- | ----------- |
| 2009/2010 | Curling Club Adelboden | Simon Gempeler   | Mathias Graf    | Sandro Trolliet | Sven Michel |
| 2010/2011 | Curling Club Adelboden | Mathias Graf     | Simon Gempeler  | Sandro Trolliet | Sven Michel |
| 2011/2012 | Curling Club Adelboden | Simon Gempeler   | Sandro Trolliet | Claudio Pätz    | Sven Michel |
| 2012/2013 | Curling Club Adelboden | Simon Gempeler   | Sandro Trolliet | Claudio Pätz    | Sven Michel |
| 2013/2014 | Curling Club Adelboden | Simon Gempeler   | Sandro Trolliet | Claudio Pätz    | Sven Michel |
| 2014/2015 | Curling Club Adelboden | Stefan Meienberg | Simon Gempeler  | Florian Meister | Sven Michel |
| 2015/2016 | Curling Club Adelboden | Simon Gempeler   | Enrico Pfister  | Marc Pfister    | Sven Michel |